# Cymbaeremaeus foliatus
Cymbaeremaeus foliatus är en kvalsterart som först beskrevs av Balogh och Csiszár 1963.  Cymbaeremaeus foliatus ingår i släktet Cymbaeremaeus och familjen Cymbaeremaeidae. Inga underarter finns listade i Catalogue of Life.